# Zenn
Die Zenn ist ein etwa 50 km langer, linker und westlicher Zufluss der Regnitz in Mittelfranken.

## Name
Der Name „Zenn“ ist indogermanischen Ursprunges mit der Wurzel Th₂niā, was die Fließende bedeutet. Ein keltischer Ursprung ist nicht gesichert.
Der Fluss gab dem Markt Obernzenn, dem Ortsteil Unternzenn und der Stadt Langenzenn ihre Namen.

## Geografie

### Verlauf
Die Zenn entspringt im äußersten Norden der Frankenhöhe, fließt in östlicher bis ostnordöstlicher Richtung durch Obernzenn, Trautskirchen, Neuhof an der Zenn, Wilhermsdorf, Langenzenn, Veitsbronn, Rothenberg, Ritzmannshof (Fürth), Atzenhof (Fürth) und mündet bei Vach (Fürth) von links und Südwesten in die Regnitz.
Wie die meisten westlichen Zuflüsse der Regnitz besitzt die Zenn ein geringes Gefälle und einen geringen Abfluss sowie Sandstrukturen im Uferbereich und in der Gewässersohle.

### Einzugsgebiet

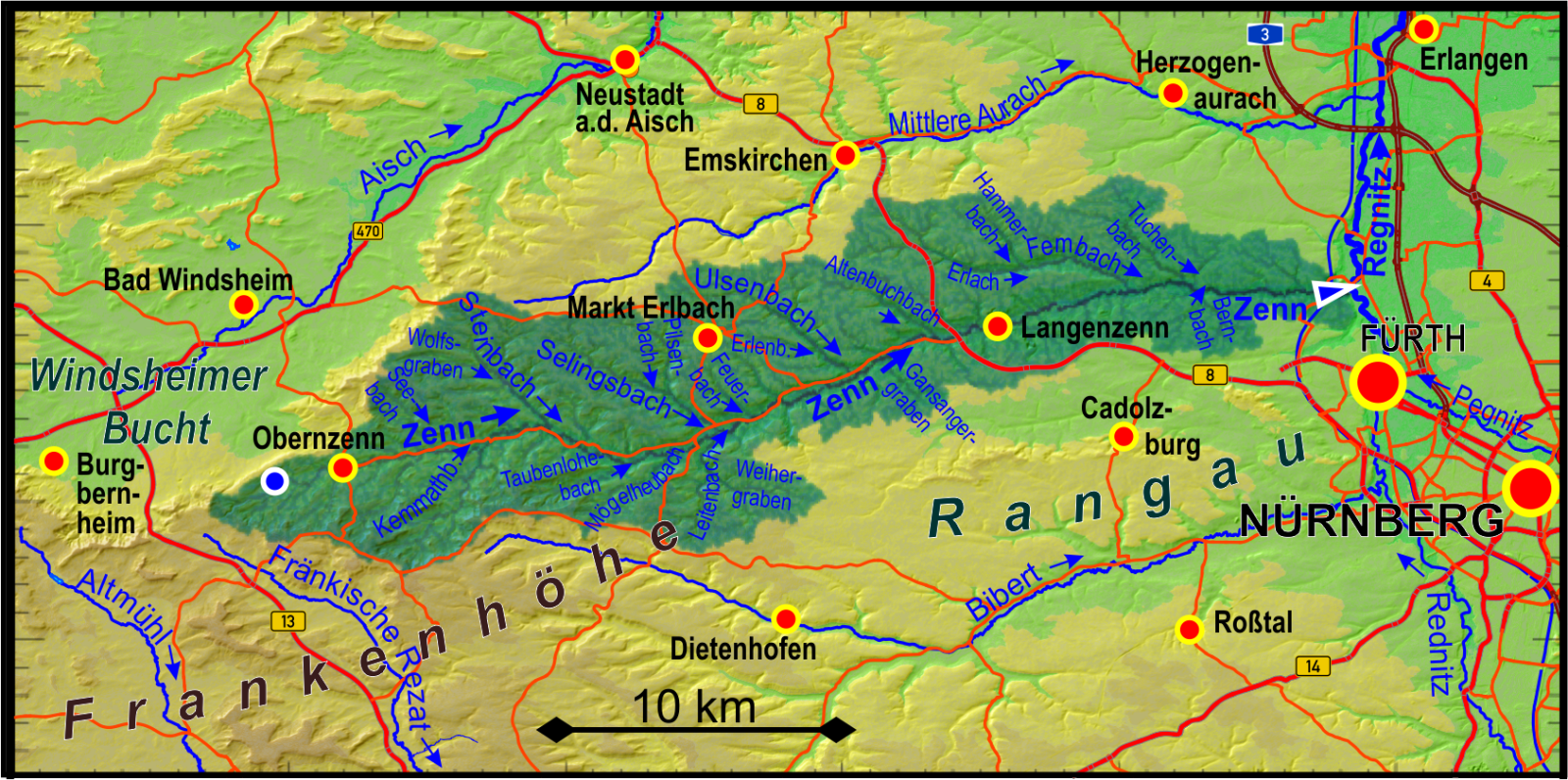
Einzugsgebiet der Zenn

Das 257,0 km² große Einzugsgebiet zieht sich in schlanker Spindelkontur von etwa 43 km Länge und maximal etwa 10 km Breite von der Waldhochebene Hohe Steig zwischen Markt Marktbergel und Markt Obernzenn im Westen wenig über der Quelle bis zur Mündung bei Fürth-Vach im Osten. Die nördliche Wasserscheide grenzt ganz im Westen ans Entwässerungsgebiet der Aisch, auf dem größeren Teil dann an das der Mittleren Aurach. Jenseits der südlichen konkurrieren nacheinander von Ost zurück nach West der Farrnbach, die Bibert und zuletzt die Fränkische Rezat, deren Quellgebiet bei Oberdachstetten nahe an dem der Zenn liegt. Hier, nahe der Westspitze des Zenn-Einzugsgebietes, läuft diese Wasserscheide auch über den mit 506 m ü. NN höchsten Punkt im ganzen Einzugsgebiet, der auf dem Illesheimer Kopf zwischen Urphertshofen diesseits und Oberdachstetten jenseits liegt. Aisch, Aurach und Farrnbach laufen wie die Zenn weiter unterhalb von links in die Regnitz, Bibert und Fränkische Rezat entwässern über deren Hauptoberlauf Rednitz ebenfalls in die Regnitz.

### Zuflüsse

#### Diagramm
Zuflüsse von über fünf Kilometern Länge

#### Liste der Zuflüsse
Von der Quelle zur Mündung. Nur direkte Zuflüsse. Auswahl.
⊙ Quelle der Zenn auf 404 m ü. NHN etwa 3 km südwestlich von Obernzenn.
- ⊙ Weiherbach, von links auf 386 m ü. NHN vor Obernzenn, ca. 1,7 km und ca. 2,0 km²
- ⊙ Mölbenbächl, von rechts auf 378 m ü. NHN vor Obernzenn im Obernzenner See, ca. 2,2 km und ca. 1,9 km²
- ⊙ Eisenbach, von rechts auf 378 m ü. NHN im Obernzenner See, ca. 2,6 km und ca. 2,4 km²
- ⊙ Eisenbach (abtrennter Unterlauf des vorigen), von rechts auf 371 m ü. NHN im Schlosspark von Obernzenn, ca. 1,2 km und ca. 0,3 km²
- ⊙ Irlbach, von links auf 357 m ü. NHN nach der Hölzleinsmühle nach Obernzenn-Unternzenn, ca. 2,1 km und ca. 1,5 km²
- ⊙ Brachbach, von rechts auf 355 m ü. NHN vor Obernzenn-Oberaltenbernheim
- ⊙ Seebach, von links auf 353 m ü. NHN in Obernzenn-Oberaltenbernheim
- ⊙ Kemmathbach, von rechts auf 345 m ü. NHN gegenüber von Obernzenn-Unteraltenbernheim, ca. 6,64 km
- ⊙ Holzbrunngraben, von links auf 344 m ü. NHN in Obernzenn-Unteraltenbernheim
- ⊙ Hechelbach, von links auf 342 m ü. NHN nach Obernzenn-Unteraltenbernheim
- ⊙ Wimmelbach, von rechts auf 342 m ü. NHN fast noch gegenüber dem vorigen
- ⊙ Horbach, von rechts auf 337 m ü. NHN nach Trautskirchen-Buch, ca. 2,2 km und ca. 1,6 km²
- ⊙ Steinbach, von links auf 336 m ü. NHN nach Buch in den Nebenlauf Mühlbach, 6,78 km und 18,59 km²
- ⊙ Merzbach, von links auf 333 m ü. NHN bei Trautskirchen
- ⊙ Taubenlohebach, von rechts auf 328 m ü. NHN bei Trautskirchen-Stöckach
- ⊙ Mögelheubach, von rechts auf 326 m ü. NHN vor Neuhof an der Zenn
- ⊙ Leitenbach, von rechts auf 323 m ü. NHN bei Neuhof an der Zenn
- ⊙ Neuselingsbach, von links auf 323 m ü. NHN nach Neuhof an der Zenn, 7,46 km und 16,06 km²
- ⊙ Eschenbach, von links auf 319 m ü. NHN nach Neuhof an der Zenn-Adelsdorf
- ⊙ Katterbach, von rechts auf 318 m ü. NHN gegenüber Adelsdorf
- ⊙ Stelzenbach, von links auf 314 m ü. NHN in Wilhermsdorf, 9,32 km auf dem Strang Ulsenbach → Stelzenbach und 20,78 km²
- ⊙ Gansangergraben, von rechts auf 313 m ü. NHN vor Langenzenn-Heinersdorf
- ⊙ Altbuchbach, von links auf 310 m ü. NHN bei Langenzenn-Laubendorf
- ⊙ Kettenbach, von links auf 307 m ü. NHN gegenüber von Langenzenn-Gauchsmühle
- ⊙ Hardgraben, von links auf 307 m ü. NHN in Langenzenn
- ⊙ Lohmühlbach, von rechts auf 305 m ü. NHN in Langenzenn
- ⊙ Fembach, von links auf 296 m ü. NHN gegenüber Veitsbronn-Kagenhof, 12,07 km auf dem Strang Dürrnbucher Graben → Erlach → Fembach und 26,18 km²
- ⊙ Tuchenbach, von links auf 294 m ü. NHN bei Veitsbronn, ca. 6,4 km und ca. 10,1 km²
- ⊙ Eichwasser, von links auf 294 m ü. NHN bei Veitsbronn
- ⊙ Reihgraben, von links auf 289 m ü. NHN bei Fürth-Ritzmannshof
- ⊙ Unterquert den Main-Donau-Kanal auf 283 m ü. NHN bei Fürth-Atzenhof

⊙ Mündung der Zenn auf 280 m ü. NHN bei Fürth-Vach.

## Natur und Umwelt

### Wassergüte
Die Zenn weist durchgehend die Gewässergüteklasse II-III auf.
Chemisch-physikalische Parameter (Mittelwerte), Beobachtungszeitraum 2000–2005:
| Messstelle           | WT (Ort) °C | pH  | O2 (mg/l) | NH4-N (mg/l) | NO3-N (mg/l) | Pges. (mg/l) | Cl (mg/l) |
| -------------------- | ----------- | --- | --------- | ------------ | ------------ | ------------ | --------- |
| oberhalb der Mündung | 11,9        | 8,1 | 9,2       | 0,29         | 8,9          | 0,278        | 44        |

### Biosphäre
In der Zenn kommen siebzehn verschiedene Fischarten vor u. a. Aale, Karpfen, Schleien, Hechte und Forellen. 2007 wurden in der Zenn zweitausend Flusskrebse ausgesetzt.